# Стрілиця низька
Стрілиця низька (Sagittaria platyphylla) — вид рослин із родини частухових (Alismataceae), що зростає в США, Мексиці й Панамі.

## Опис
Це багаторічна трава до 150 см; кореневища відсутні; присутні столони. Листки занурені й надводні; занурені сидячі, а надводні на ніжках, ± трикутні; листові пластини від лінійно-яйцеподібних до яйцеподібних, 4.6–16.4 × 0.7–6.1 см. Суцвіття — китиці, з 3–9 кільцями, надводні, 2.5–10 × 2–4.5 см. Квітки діаметром 1.8 см, чашолистки від розлогих до вигнутих. Плодові голови діаметром 0.7–1.2 см; сім'янки зворотно-ланцетні. 2n = 22. Період цвітіння: літо — осінь.

## Поширення
Зростає в США, Мексиці й Панамі; натуралізований на Гаваях, в Австралії, Україні, Італії. Населяє струмки та озера; на висотах 0–900 метрів.